# Peperomia vana
Peperomia vana är en pepparväxtart som beskrevs av William Trelease. Peperomia vana ingår i släktet peperomior, och familjen pepparväxter. Inga underarter finns listade i Catalogue of Life.